# Campionat WWE per Parelles
El Campionat WWE per Parella, en l'actualitat, és un títol defensat a la marca SmackDown!.

## Història
Aquest campionat fou creat per Stephanie McMahon després que el Campionat Mundial per Parelles original de la WWF es va convertir en un títol de la marca RAW.

## Campions actuals
La Parella Carlito i Primo Colón.

## Dades d'interès
- Kurt Angle i Chris Benoit van guanyar al Rey mysterio i Edge a l'esdeveniment de la WWE No Mercy el 20 d'octubre del 2002 sent així el primer equip a guanyar el Campionat per Parelles de la WWE.

- Tres equips han tingut els títols en dues ocasions: Team Angle/The World's Greatest Tag Team (Charlie Haas i Shelton Benjamin), Els Guerreros (Eddie Guerrero i Chavo Guerrero) i The Basham Brothers (Doug Basham i Danny Basham).

- Només un equip ha obtingut en tres ocasions aquest títol: MNM (Joey Mercury i Johnny Nitro)

- John Morrison ha tingut el campionat en quatre ocasions (3 MNM amb Joey Mercury com Johnny Nitro i 1 amb The Miz com John Morrison). L'Eddie Guerrero ha tingut el campionat en quatre ocasions, (dos cops Als Guerreros amb Chavo Guerrero, un cop amb el Tajiri, i un cop amb el Rey mysterio. El Rey mysterio ha aconseguit el títol en quatre ocasions i amb quatre parelles diferents: Edge, Rob Van Dam, Eddie Guerrero i Batista.

## Llista de campions
- Kurt Angle i Chris Benoit
- Edge i Rey mysterio
- Els Guerreros (Eddie Guerrero i Chavo Guerrero)
- Team Angle (Charlie Haas i Shelton Benjamin)
- Eddie Guerrero i Tajiri
- Team Angle (Charlie Haas i Shelton Benjamin)
- Els Guerreros (Eddie Guerrero i Chavo Guerrero)
- Basham Brothers (Doug Basham i Danny Basham)
- Too Cool (Rikishi i Scotty 2 Hotty)
- Charlie Haas i Rico
- The Dudleys (D-Von Dudley i Buh Buh Ray Dudley)
- Billy Kidman i Paul London
- Kenzo Suzuki i Rene Dupree
- Rob Van Dam i Rey mysterio
- Basham Brothers (Doug Basham i Danny Basham)
- Rey mysterio i Eddie Guerrero
- MNM (Joey Mercury i Johnny Nitro)
- L.O.D. (Road Warrior Animal i Heindenreich)
- MNM (Joey Mercury i Johnny Nitro)
- Batista i Rey mysterio
- MNM (Joey Mercury i Johnny Nitro)
- Paul London i Brian Kendrick
- Deuce i Domino
- MVP i Matt Hardy
- John Morrison i The Miz
- Curt Hawkins i Zack Ryder
- Carlito i Primo Colón

## Major nombre de regnats

### Per parelles
- 3 Cops: MNM (Joey Mercury i Johnny Nitro)
- 2 Cops: Els Guerreros (Eddie Guerrero i Chavo Guerrero), Team Angle (Charlie Haas i Shelton Benjamin) i Basham Brothers (Doug Basham i Danny Basham).

### Individualment
- 4 Cops: Eddie Guerrero, Rey mysterio i John Morrison.
- 3 Cops: Joey Mercury i Charlie Haas.
- 2 Cops: Paul London, Doug Basham, Danny Basham, Shelton Benjamin i Chavo Guerrero.